# Гровенор, Фрэнсис, 8-й граф Уилтон
Фрэнсис Эгертон Гровенор, 8-й граф Уилтон  (англ. Francis Egerton Grosvenor, 8th Earl of Wilton; род. 8 февраля 1934) — британский аристократ, финансист и ученый.

## Биография
Родился 8 февраля 1934 года. Старший сын Роберта Эгертона Гровенора, 5-го барона Эбери (1914—1957), и его первой жены Энн Экланд-Тройте (1912—1982). В 1957 году он унаследовал баронский титул, а в 1999 году, после смерти Сеймура Эгертона, 7-го графа Уилтона, стал 8-м графом.
Получил образование в Итонском колледже и в Мельбурнском университете (Австралия). После карьеры в сфере финансовых услуг в Лондоне, Мельбурне и Гонконге он получил докторскую степень в области философии и искусств в Мельбурнском университете, продолжая преподавать там как «доктор Фрэнсис Эбери». Граф был членом совета директоров Викторианской оперы (Мельбурн).

## Личная жизнь
10 декабря 1957 года Гровенор женился (брак расторгнут в 1962 году) на Джилиан Соамс, дочери Мартина Соамса и Майры Драммонд. У супругов родился единственный сын Джулиан, виконт Грей из Уилтона (8 июня 1959).
8 марта 1963 года Гровенор женился на Кире Аслин. В 1973 году он развёлся, в 1974 году женился на докторе Сюзанне Джин Саклинг, дочери Грэма Саклинга. У супругов родилась дочь Джорджина (29 марта 1973 — 16 августа 2003), известная альтистка, жена Питера Митева.